# Банг, Нина
Нина Хенриетта Венделина Банг (дат. Nina Henriette Wendeline Bang, урождённая Эллингер (дат. Ellinger); 6 октября 1866, Кастеллет, Копенгаген — 25 марта 1928, Копенгаген) — датский социал-демократический политик и историограф. В 1924 году она была назначена министром образования Дании, став первой женщиной-министром в международно признанном правительстве. Банг ушла с этого поста в 1926 году.

## Биография
Нина выросла в семье среднего класса, в которой придерживались правых политических взглядов. Но в отличие от своего брата, политика и физика Генриха Оскара Гюнтера Эллингера, который стал членом Ландстинга от консервативной партии Хёйре, она стала марксисткой. Изучая историю в Копенгагенском университете в 1890-х годах., Банг стала одной из первых женщин в Дании, получивших учёную степень. Она специализировалась на изучении торговли XVI века и, в частности, подробных записях, хранящихся в Датском национальном архиве о Зундской пошлине, хранившейся в замке Кронборг с 1420-х годов до 1857 года. Банг изучала записи о судах, проходивших через пролив Эресунн, а также типы и стоимости их грузов на протяжении веков, как уникальные исторические документы об экономической истории Англии, Нидерландов, Ганзейского союза и балтийских государств. Анализ большого количества документов стал огромной работой, и она опубликовала первые два тома своего труда «Таблицы судоходства и транспортировки грузов через Эресунн» (дат. Tabeller over Skibsfart og Varetransport gennem Øresund) в 1906 и 1922 годах. Всего в рамках этих исследований вышло семь томов, но Банг была автором только первых двух из них.
Политическая карьера Банг началась в 1903 году, когда она стала членом исполнительного комитета Социал-демократической партии, где она была единственной женщиной до прихода Марии Нильсен в 1918 году: только три женщины ранее были членами этого комитета. На выборах в Ландстинг 1918 года, первых в соответствии с Конституцией 1915 года, на которых женщинам были предоставлены избирательные права, она была избрана в Ландстинг и оставалась его членом до самой своей смерти в 1928 году. Банг была членом финансового комитета Ландстинга и участвовала в нескольких международных социалистических конвенциях в качестве замены Торвальда Стаунинга.
Когда премьер-министр Торвальд Стаунинг формировал своё первое правительство (первое датское социал-демократическое правительство) в 1924 году, Банг была назначена министром образования, что сделало её первой женщиной-министром в Дании и одной из первых в мире. Основные задачи Банг в качестве министра состояли в том, чтобы демократизировать школьную систему и улучшить подготовку учителей. Несмотря на то, что она была первой женщиной, достигшей вершины политической системы в Дании, Банг никогда не участвовала в женском движении, но считала положение женщин частью повседневной политической борьбы и критиковала правое женское движение за то, что оно скрывает различия между классами общества.
Банг подняла настоящий скандал, когда в 1924 году, в 50-летие нового здания Королевского театра Дании, она запретила играть увертюру к «Холму эльфов» и тем самым «Kong Christian stod ved højen mast», королевский гимн. Когда группа студентов всё же спела гимн, адресуя его непосредственно королю Дании Кристиану X, Банг отказалась встать, как того требовала традиция и вся аудитория. Некоторые из других министров затруднялись при решении: сидеть им или стоять, но только Банг оставалась невозмутимо сидящей. Как политик, она была бескомпромиссна и агрессивна, что принесло ей прозвища «датская Богоматерь» и «единственный настоящий мужчина в правительстве».
Когда правительство Стаунинга ушло в отставку в 1926 году, Банг продолжала оставаться членом Ландстинга, но из-за болезни её деятельность была ограничена. Она умерла в 1928 году.

## Признание
- Нина Банг, гора в Гренландии, была названа в честь неё.
- Премия Нины Банг, ежегодно вручаемая молодой, многообещающей женщине-политику.

12 ноября 2024 года в переговорной комнате (Samtaleværelset), одной из самых посещаемых (более 60 тысяч гостей ежегодно) комнат дворца Кристиансборг, здания фолькетинга в Копенгагене, состоялось открытие картины «Беседа 1918—2024» — группового портрета 30 выдающихся женщин. Художница — Мие Мёркеберг (Mie Mørkeberg; род. 1980). Портрет висит напротив картины Хермана Веделя — портрета 30 мужчин, готовивших поправку к конституции в 1915 году. Эти 30 женщин были отобраны независимой исторической группой под руководством бывшего главного редактора журнала Politiken Бо Лидегора (Bo Lidegaard; род. 1958). Нина Банг изображена сидящей за столом. По левую руку от неё изображена Эльна Мунк, по правую —  Матильда Маллинг Хаушульц и Хельга Ларсен.